# Pierre Joseph Cambon
Pierre Joseph Cambon (ur. 10 czerwca 1756 w Montpelliere, zm. 15 lutego 1820 w Brukseli) – francuski finansista, członek Konwentu.
Pochodził z rodziny kupieckiej. W wyborach z 1791 został wybrany do zgromadzenia prawodawczego. Urzędował w wydziale skarbowym. W konwencie głosował za śmiercią króla. Przyczynił się do upadku Robespierra, ale stanął w obronie Billauda i Collota skutkiem czego musiał usunąć się z polityki i osiadł w swoim majątku pod Montpellier. W 1816 został oskarżony o królobójstwo i musiał uciekać do Brukseli.